# Typhloiulus illyricus
Typhloiulus illyricus är en mångfotingart som beskrevs av Karl Wilhelm Verhoeff 1929. Typhloiulus illyricus ingår i släktet Typhloiulus och familjen kejsardubbelfotingar. Inga underarter finns listade i Catalogue of Life.